# Las nuevas aventuras del Zorro
Las nuevas aventuras del Zorro (The New Adventures of Zorro) es una serie estadounidense de dibujos animados producida por la empresa Filmation en 1981. Esta serie se basa en el personaje del Zorro, creado por Johnston McCulley, y tuvo una duración de 13 capítulos.

## Trama
Don Diego de la Vega, un joven de la alta sociedad del pueblo de Los Ángeles, lucha en las noches contra la injusticia reinante bajo la identidad del Zorro. El Zorro es ayudado por Tornado, su caballo negro,  y por Miguel, un joven espadachín. Miguel usa un disfraz parecido al del Zorro (pero de un color distinto) y cabalga en un caballo de raza palomino. El principal enemigo del Zorro es Ramón, el capitán de la guarnición quien desea capturar al enmascarado y a su compadre. El capitán Ramón es asistido por el inepto Sargento González.

## Episodios
| N.º | Título                    | Fecha de emisión original | Código de prod. |
| --- | ------------------------- | ------------------------- | --------------- |
| 1   | «Three Is a Crowd»        | 12 de septiembre de 1981  | 101             |
| 2   | «Flash Flood»             | 19 de septiembre de 1981  | 102             |
| 3   | «The Blockade»            | 26 de septiembre de 1981  | 103             |
| 4   | «The Frame»               | 3 de octubre de 1981      | 104             |
| 5   | «Turnabout»               | 10 de octubre de 1981     | 105             |
| 6   | «The Tyrant»              | 17 de octubre de 1981     | 106             |
| 7   | «Terremoto»               | 24 de octubre de 1981     | 107             |
| 8   | «The Trap»                | 31 de octubre de 1981     | 108             |
| 9   | «Fort Ramon»              | 7 de noviembre de 1981    | 109             |
| 10  | «The Take Over»           | 14 de noviembre de 1981   | 110             |
| 11  | «Double Trouble»          | 21 de noviembre de 1981   | 111             |
| 12  | «The Conspiracy»          | 28 de noviembre de 1981   | 112             |
| 13  | «The Mysterious Traveler» | 5 de diciembre de 1981    | 113             |

## Mensajes educativos
Al final de cada capítulo el Zorro mostraba a los televidentes información referente a la Alta California y a la influencia de la cultura y la lengua española en esa región. Este tipo de mensajes educativos eran bastante frecuentes en los dibujos animados estadounidenses de los años ochenta. Un ejemplo de lo anterior es la serie He-Man y los Amos del Universo. 